# Julian Bashir
Julian Subatoi (Julian) Bashir is een personage uit het Star Trekuniversum. Hij is arts op het ruimtestation Deep Space Nine ("DS9").
Bashirs personage wordt gespeeld door acteur Alexander Siddig.
Als kind was Bashir achter op zijn leeftijdsgenootjes. Omdat zijn ouders (Richard en Amsha Bashir) dat niet konden aanzien, lieten ze hun zoon genetisch manipuleren. Onder meer zijn intelligentie en zijn oog-handcoördinatie werden sterk verbeterd. Genetische manipulatie was echter streng verboden, waardoor Bashir het grootste deel van zijn leven met een groot geheim rondliep. Pas na jaren op DS9 te hebben gewerkt komt zijn geheim per ongeluk uit wanneer zijn ouders het onbedoeld onthullen. Bashir loopt hierdoor het risico ontslagen te worden, maar dat gebeurt niet doordat zijn vader zich voor twee jaar laat opsluiten in een gevangenis om de straf uit te zitten voor zijn misdaad: het genetisch laten manipuleren van zijn zoon.
Op het ruimtestation DS9 is Bashir bevriend met Jadzia Dax, Ezri Dax, Miles O'Brien en Elim Garak. Aanvankelijk maakt Bashir moeilijk vrienden vanwege zijn over-enthousiaste en soms arrogante aard, maar naargelang de serie vordert past Bashir zich aan en raakt hij vooral met O'Brien hecht bevriend.
Aan het einde van de serie krijgt Bashir een relatie met Ezri Dax.